# 深坑子 (臺南市)
深坑子，原寫為深坑仔，是臺灣臺南市關廟區的一個傳統地域名稱，位於該區中南部。相較於今日行政區，其範圍大致包括深坑里不含東北部、布袋里北半部。
本地區境內主要聚落為深坑仔、八甲藔，設有深坑國小、文和國小。

## 歷史
台灣日治初期，深坑子地區為一街庄，稱為「深坑仔庄」（舊制街庄），隸屬於外新豐里。該庄昔日北與五甲庄為鄰，東與中坑仔庄為鄰，南邊為龜洞庄、布袋尾庄、大苓庄，西邊為沙崙庄。
1901年（日治明治三十四年）11月11日，全台廢縣廳改設二十廳，該庄隸屬於臺南廳。1904年（明治三十七年）3月31日，該庄編入「關帝廟區」，隸屬於臺南廳。1909年（明治四十二年）10月25日，全台合併二十廳為十二廳，關帝廟區仍隸屬於臺南廳。1920年（大正九年）10月1日，全台地方制度大改正，廢十二廳改設五州二廳，該庄改制並雅化為「深坑子」大字，隸屬於臺南州新豐郡關廟庄（新制街庄）。
戰後關廟庄改制為關廟鄉，隸屬於臺南縣，大字亦改制為村。1950年（民國39年）10月25日，雲、嘉、南分治，關廟鄉仍隸屬於臺南縣。2010年（民國99年）12月25日，臺南縣、市合併為直轄臺南市，關廟鄉改制為關廟區，村亦改制為里。

## 聚落
本地區發展較早的聚落為深坑仔、馬稠（已消失）、枋鹿洲（已消失）、八甲藔，在日治初期的官方地圖上已有記載。

## 交通
國道3號又稱「福爾摩沙高速公路」，是貫穿臺灣西部的兩條縱向高速公路之一，經過本地區東南部，並在本地區東部邊界地帶設有關廟服務區。最近的交流道在北側為省道台86線交會處暨省道台19甲線接口的關廟交流道，在南側為省道台28線交會處的田寮交流道。由此等可快速前往國道3號沿線各地。
省道台19甲線是鹽水至赤崁的幹道，經過本地區北部的深坑仔聚落及東南部的八甲藔聚落東側。由該道路北行可前往關廟區關廟市區、新化區、新市區、善化區等地；南行可前往高雄市阿蓮區、岡山區、梓官區，並止於區道高23線路口。

## 學校
- 深坑國小
- 文和國小

## 運動休閒
- 南一高爾夫球場（部分）